# 부산항

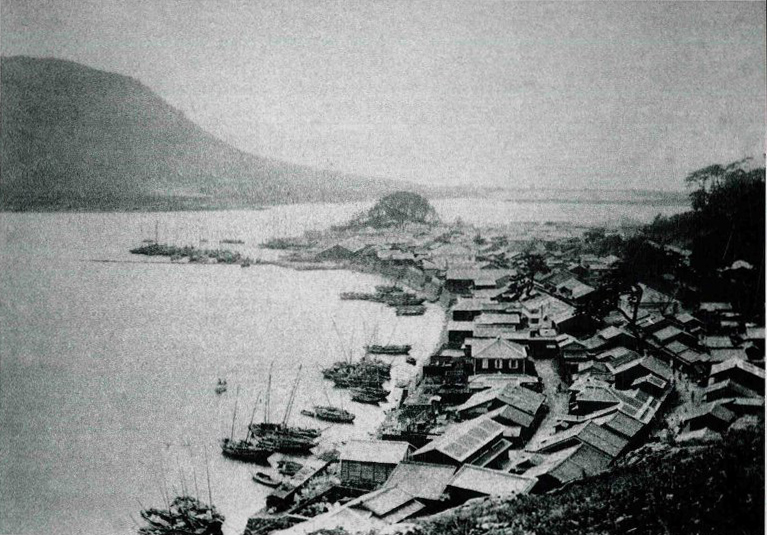
19세기의 부산항

부산항(釜山港, port of Busan)은 부산광역시에 소재한 대한민국 최대의 무역항이다. 부산대교 북방에 있다고 하여 북항(北港)이라는 표현도 쓴다. 1876년(고종 13년) 2월 27일에 근대항으로서는 가장 먼저 개항하였다. 부산항만공사가 운영하며 대한민국에서 무역 규모 및 물동량 1위를 기록하고 있다. 2014년 기준으로 1,867만 TEU를 처리하여 컨테이너 항만 중 물동량 세계 5위이다. 대한민국 총 해상수출화물의 40%, 컨테이너 화물의 80%, 전국 수산물생산량의 42%를 처리하고 있다.

## 역사

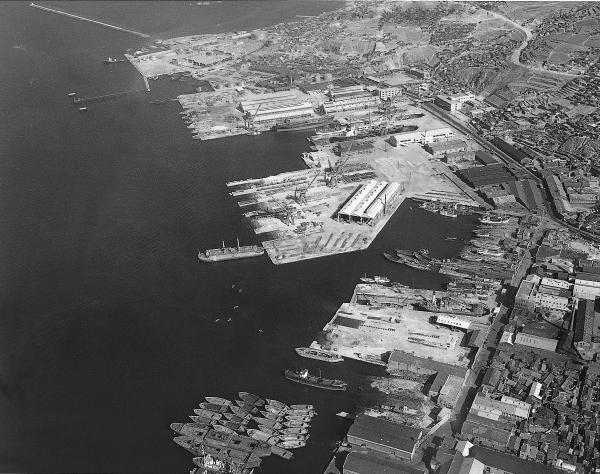
1965년 부산항만 전경

부산항은 강화도 조약에 의해 1876년 부산포라는 이름으로 개항하였다. 1906년 처음으로 부두축조공사를 시작하였고 1945년까지 1, 2, 3, 4 부두와 중앙부두를 만들었다. 1974년부터 1982년 사이에 부산항 1, 2단계 개발사업을 시작해서 자성대 컨테이너 부두 등 4개 전용 부두와 국제 여객 부두 등을 만들었고, 1985년부터 1991년 사이에 부산항 3 단계 개발사업으로 신선대 컨테이너 부두를 만들었다. 부산항만공사는 1992년부터 1998년까지 4단계 개발사업으로 감만 컨테이너 터미널을 만들었다.
늘어나는 컨테이너 화물 수요에 대처하기 위해 1997년부터는 부산신항을 만들기 시작해서 2012년 기준으로 북컨테이너 부두를 운영하고 있으며, 남컨테이너 부두와 서컨테이너 부두 등을 추가로 만들고 있다. 관용적으로는 부산 원도심 인근에 위치한 북항과 남항, 자성대 부두만을 부산항이라고 부르기도 한다.

### 북항 재개발
1994년부터 계획이 입안되었고 2007년에 사업이 시작되었다. 2015년 8월 31일에 부산항여객터미널을 개장했고, 북항으로 이전했다. 2017년 현재 인공섬이 이미 완공되었으며, 2020년대에 완공 예정이다.

## 시설

### 접안시설
동시 접안능력 201척, 안벽은 30,709.4m이며, 물양장은 9,604km이다.

### 보관시설
동시에 90,000톤을 보관할 수 있으며, 1,162,000톤을 야적할 수 있다.

### 여객시설
부산시 중구 중앙동에 위치하며, 부산 연안 및 해외 도시를 연결한다.

## 경쟁 관계
- 중화인민공화국: 양산심수항, 홍콩항
- 일본: 고베항
- 싱가포르: 싱가포르항
- 중화민국: 가오슝항

## 자매 항구
부산항은 여섯 군데의 자매 항구를 갖고 있다.
- 사우샘프턴항(1978년) -  영국 사우샘프턴
- 시애틀항(1981년) -  미국 시애틀
- 오사카항(1985년) -  일본 오사카시[2]
- 로테르담항(1985년) -  네덜란드 로테르담
- 뉴욕 뉴저지항(1988년) -  미국 뉴욕
- 상하이항(1994년) -  중국 상하이

## 같이 보기
- 부산항만공사
- 부산신항
- 부산 해군기지